# Sposalizio del Mare (Cervia)
La festa dello Sposalizio del Mare è una cerimonia che si celebra ogni anno a Cervia nel giorno dell'Ascensione. 
Si tratta di una celebrazione dalle origini antichissime, in omaggio all’ancestrale e mitica unione tra elementi antitetici che simbolicamente “si sposano”, come auspicio di serenità e prosperità. 
Le sue radici, oltre che nel mondo antico, si rintracciano in una festa analoga in uso nella Repubblica di Venezia, fino alla sua caduta nel 1797. Ad istituire lo Sposalizio del Mare cervese fu il cardinale Pietro Barbo, il futuro papa Paolo II, nel 1445. 
Nella lingua locale romagnola è detta la Sénsia, ossia, semplicemente, l’Ascensione.

## Origini
I riti legati all'espiazione dei peccati nei confronti del mare risalgono all'antichità. A questo proposito, si ricordano episodi famosi, tra cui quello narrato da Erodoto, relativo al lancio fatto da Policrate, tiranno di Samo, di un prezioso anello in mare per placare gli dei, e quello di Sant'Elena Imperatrice che lanciò un chiodo della Vera Croce nel Mar Adriatico per rendere i venti più favorevoli.

## La leggenda sull'origine della festa cervese
I libri di storia testimoniano che, nel 1441, i Veneziani scalzano la famiglia Da Polenta dal dominio su Ravenna e ne confiscano i beni, che comprendono anche territori concessi in investitura dalla Chiesa Cervese, legittima proprietaria, la quale protesta, ma inutilmente. Pochi anni dopo, nel 1445, il Vescovo di Cervia, il cardinale Pietro Barbo, veneziano di origini, con amicizie e parentele influenti nella Serenissima Repubblica, nonché nipote del Papa in carica Eugenio IV, intende sfruttare questa sua situazione favorevole e si reca a Venezia, accompagnato da dodici maggiorenti, per perorare la restituzione del maltolto. Sfortunatamente, l’incontro con le massime cariche repubblicane porta magri risultati per il Cardinale, il quale prende la via del ritorno, e per colmo di sventura, a bordo della barca che lo sta riportando a Cervia, si imbatte in una violentissima tempesta. Il seguito è leggenda: temendo il peggio, Barbo lancia il proprio anello episcopale tra le onde, impegnandosi, se fosse scampato alla morte, a ripetere ogni anno il gesto introducendo nella sua città la cerimonia dello Sposalizio del Mare, già praticata a Venezia. Placatesi per miracolo le onde e le correnti, provvede, come promesso, ad istituire la consuetudine giunta fino ai giorni nostri.
A conferma della paternità della festa cervese, Gino Pilandri, primo sindaco della città romagnola dopo la Liberazione, menziona il fatto che, una volta divenuto Papa, Pietro Barbo fece costruire a Roma, probabilmente su progetto di Leon Battista Alberti, Palazzo Venezia (allora Palazzo San Marco), ed erigere nel giardino interno la fontana detta “dello Sposalizio del Mare”.
Avvolta in una più fitta incertezza è l’origine dell’analoga festa veneziana. 
Secondo alcune fonti, essa sarebbe da ricondurre alla fortunata spedizione del Doge Pietro Orseolo II il quale, salpato da Venezia a capo della sua flotta il giorno dell’Ascensione dell’anno 997, vinse i rivali dell’altra sponda adriatica, riuscendo a garantire per la sua Repubblica il pieno ed incontrastato dominio sull’Adriatico. Secondo altre, la consuetudine potrebbe aver preso avvio due secoli più tardi, nel 1177, quando, con il solenne incontro a Venezia tra Papa Alessandro III e l’Imperatore Federico Barbarossa, la città vide riconosciuto il proprio dominio sul mare.
Le modalità di svolgimento sono attestate e ci offrono un quadro abbastanza dettagliato: con grande magnificenza, fra canti, spari a salve di mortai e archibugi, grida di gioia e suoni di campane, il Doge gettava il proprio anello dal Bucintoro nelle acque della laguna, per ringraziare annualmente il mare dei doni fatti alla sua gloriosa sposa, per l’appunto Venezia, e per ribadirne il perpetuo dominio su di esso. Una girandola di brigantini e gondole parate a festa, alla presenza delle autorità religiose, a cui seguivano un solenne banchetto a Palazzo e un vastissimo mercato in piazza San Marco, teatro di vendite, commerci e traffici assai redditizi.

## La cerimonia cervese
A Cervia, la cerimonia si svolgeva in maniera analoga, ma con maggiore sobrietà, data la minore importanza strategica della località rispetto alla centralità geopolitica della capitale veneta. Come già anticipato, a Venezia la celebrazione dello Sposalizio del Mare cessò con la caduta della Serenissima (1797), mentre a Cervia è proseguita, con alterne vicende, fino ai giorni nostri.
Ricostruire con un buon grado di precisione le consuetudini adottate per festeggiare la ricorrenza cervese è possibile solo a partire dal secolo XVIII, dato che le fonti sono prive di materiale documentario per i secoli anteriori al 1699. Da quella data in poi, per circa un secolo, possiamo trarre informazioni dai libri contabili delle congregazioni religiose locali, da cui sappiamo con sicurezza che vi erano costi per la manutenzione delle burchielle (le tradizionali imbarcazioni per il trasporto del sale dalla salina Camillone ai magazzini di stoccaggio, ancora visitabili), per la benedizione del mare, anche se in quest’ultimo caso poche notizie abbiamo in più, e per il banchetto finale allestito per i celebranti, autorità civili e religiose (un chiaro e diretto retaggio del modello veneziano). Sempre nel Settecento, tali documenti non menzionano spese destinate all’organizzazione di divertimenti profani e popolari, espressamente vietati dall’autorità ecclesiastica, che si aggiungeranno solo nel corso dell’Ottocento e comunque in maniera sporadica ed eccezionale. 
Ne abbiamo testimonianza per le annate 1810, quando, il giorno dell’Ascensione, si festeggiò anche il matrimonio tra Napoleone e Maria Luisa d'Asburgo-Lorena, e 1820, data dell’arrivo a Cervia del nuovo Vescovo, Crespino Giuseppe Mazzotti: una corsa di “cavalli Barbari”, l’innalzamento di un “Globo Aerostatico” ed una “Macchina di fuochi artificiali susseguita dalla generale illuminazione della città”. A tali manifestazioni, che si protraggono sostanzialmente invariate fino alla metà del XIX secolo, si aggiunge, attorno al 1860, la tombola, allora appaltata a privati.

### Durante il Regno d'Italia
Nel 1860 viene proclamata l’Unità del Regno d’Italia, destinata poi a completarsi nei decenni successivi finché il neonato stato non raggiungerà all’incirca l’estensione attuale. Sono gli anni in cui si apre la cosiddetta “Questione Romana”, culmine e allo stesso tempo radice dell’inimicizia e dell’aperto scontro tra le istituzioni liberali improntate ad un radicale laicismo e quel che resta dello Stato Pontificio.
Anche in una piccola realtà come Cervia giungono gli echi della bollente situazione politica nazionale, su ogni rapporto tra autorità civili e religiose, ivi compreso lo Sposalizio del Mare. Questa rivalità emerge prepotente, infatti, in tutte le manifestazioni nate con caratteri sacri e che ora le istituzioni politiche pretendono di laicizzare a viva forza. È nel 1881 che 150 cittadini sottopongono al Consiglio Comunale un’istanza in cui chiedono che lo Sposalizio diventi una cerimonia esclusivamente dal carattere civile, ritenendone la dimensione religiosa un’usurpazione operata dal Papato. 
Abolita la benedizione del mare, la festa perde di interesse per la collettività, ancora legata al vecchio rito e ai suoi significati ancestrali, e corre seriamente il rischio di cadere in disuso. Di fronte a questa prospettiva, complici le reiterate proteste del vescovo Foschi, il Consiglio Comunale si trova costretto, nel 1888, a reintrodurre la cerimonia religiosa, a sostegno del cui mantenimento per il futuro si schiera un nutrito gruppo di cittadini con una petizione ufficiale. Tuttavia, la precarietà dello Sposalizio resta una questione aperta, tant’è che in alcune annate come il 1893 non si terrà, riacquistando regolare cadenza annuale solo dal 1915.
Le modalità di svolgimento erano leggermente differenti rispetto a quelle odierne: legato a venti braccia di nastro (circa 36 metri), a sua volta assicurato ad un supporto di legno, l’anello veniva gettato in mare, e i nuotatori dovevano recuperarlo partendo dalla spiaggia dove ricevevano la benedizione pastorale.

### Dagli inizi del XX secolo ad oggi

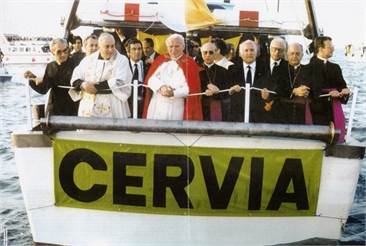
Giovanni Paolo II durante lo sposalizio del mare a Cervia (11 maggio 1986)

Dopo alcune sospensioni subite nel quinquennio della Seconda guerra mondiale, il calendario dello Sposalizio del Mare assume la sua scansione definitiva a metà del Novecento. Il giorno dell’Ascensione il Vescovo celebra la messa solenne in tarda mattinata; nel pomeriggio, da Piazza Garibaldi, il corteo composto da autorità civili, ecclesiastiche e militari, con l’accompagnamento della banda e degli sbandieratori, parte alla volta del porto dove, a bordo di imbarcazioni, si dispongono in cerchio a poca distanza dai moli. Lì, il vescovo benedice il mare con l’antica formula in lingua latina, che tradotta recita: 
A questo punto l’anello, sul cui lato interno è incisa la data della festa, legato ad un nastro tricolore oppure rosso, viene gettato tra le onde, e i nuotatori si tuffano per ripescarlo. Secondo la tradizione, l’anello pastorale porterà fortuna per un intero anno a colui che lo avrà ripescato, e terrà al riparo la sua consorte, se lo terrà al dito. In caso contrario, l’anello non recuperato sarà foriero di sventura per la comunità cervese.
Terminata la cerimonia religiosa, le imbarcazioni fanno rientro al porto, dove il circolo dei pescatori offre una gioiosa cena a base di pesce azzurro, seguita, in serata, dalla storica cuccagna e dal concerto della banda, con canti e balli di gruppo. 
Lo Sposalizio del Mare dell’11 maggio 1986 è rimasto nella storia della città: vi presero parte l’allora ministro dell’Interno Oscar Luigi Scalfaro e Papa Giovanni Paolo II, che diede di persona la benedizione al mare e alla città, richiamando un pubblico più numeroso del solito. Nel 2013, a ricordo di quel giorno, il porto di Cervia è stato intitolato al pontefice polacco scomparso nel 2005.